# Hélène Georges
Pour les articles homonymes, voir Georges.
Hélène Georges, née le 12 juillet 1978 à Remiremont, est une illustratrice et auteure de bande dessinée française.

## Biographie
Formée à l'École supérieure des arts décoratifs de Strasbourg, Hélène Georges devient coloriste, notamment pour Lisa Mandel. C'est cette dernière qui l'incite à se tourner vers la bande dessinée pour le fanzine marseillais Hercule et la toison d'or.

## Publications

### Bande dessinée
- Les rêveries d'Hélène Georges, Éd. Michel Lagarde, 2006  (ISBN 2916421068).
- La vraie vie d'Hélène Georges[2], Éd. Michel Lagarde, 2008  (ISBN 2916421165).
- Vertige[3],[4], Casterman, 2012.
- L'amour du maillot  - Une saison en ligue 2[5], scénario de Frédéric Rasera, Casterman, collection « Sociorama », 2020.

### Livre jeunesse
- Histoires des Trumai, un peuple d'Amazonie, textes de Claire Merleau-Ponty et Aurore Monod-Becquelin, Actes Sud Junior, 2005.
- Les éperons de la liberté, texte de Philippe Poirier et Pam Munoz Ryan, Actes Sud Junior, 2006.
- Sur les ailes du condor, avec Milton Hatoum et Michel Riaudel, Éd. Le Seuil, 2006  (ISBN 2020848708).
- Chez les Indiens d'Amérique : Petit Castor Amérique du Nord 1804-1806, avec Annick Foucrier et Florent Silloray, Éd. Gallimard, coll. « Le journal d'un enfant », 2006  (ISBN 2070577724).
- Quand j'étais petit je voterai, texte de Boris Le Roy, Actes Sud Junior, 2007.
- Noël au placard, texte de Gilles Abier, Actes Sud Junior, 2011.
- Archéo animaux, texte de Lamys Hachem, Actes Sud Junior, 2013.
- Elle court la rivière…, texte de Fleur Daugey, Actes Sud Junior, 2015.
- La Bible racontée et expliquée, texte de Jean-Michel Billioud[6], La Martinière, 2016 (paru également en traduction polonaise).

### Coloriste
- Brune platine, scénario de Lisa Mandel, dessin de Marion Mousse, Casterman, 2013.